# Uncle Grandpa
Uncle Grandpa (Tío Grandpa en Hispanoamérica y Tito Yayo en España) es una serie animada de televisión estadounidense creada por Peter Browngardt para Cartoon Network en 2013. La serie se basa en un corto animado del mismo nombre creado por Browngardt en el programa The Cartoonstitute. Uncle Grandpa es un spin-off de Secret Mountain Fort Awesome. La serie es clasificación TV-PG en Estados Unidos. Fue producida por Cartoon Network Studios.
El show es una comedia de aventura con humor absurdo que se basa en gran medida en los gags y latiguillos. El creador Peter Browngardt ha citado en el trabajo a los caricaturistas Don Martin, Gary Larson y Robert Crumb, así como a los animadores de la época dorada como Tex Avery a la hora de desarrollar el estilo de la serie.
Cada episodio es de aproximadamente 11 minutos y se presenta en un formato único, que consiste en una historia principal (que tiene una duración aproximada de siete a nueve minutos), algunos bumpers cortos (normalmente una rápida broma visual) y un corto original que se centra en los personajes secundarios de la serie.
La serie está compuesta de cinco temporadas, desde su estreno el 2 de septiembre de 2013 hasta su finalización el 30 de junio de 2017.

## Historia
El piloto de la serie fue creado por el antiguo artista del guion gráfico de Chowder, Peter Browngardt en 2008, pero salió al aire en línea en 2009 en la página de videos de Cartoon Network como parte de The Cartoonstitute. Al igual que el piloto de Regular Show, y Adventure Time, el piloto de Uncle Grandpa fue un éxito, pero aún no había conseguido el visto bueno para su propia serie.
En 2011, la serie de TV Secret Mountain Fort Awesome (basada en las criaturas que aparecieron como antagonistas en el corto original) salió al aire en Cartoon Network, pero no fue particularmente bien recibida como otros shows transmitidos en la cadena, y fue eventualmente puesta en pausa en febrero del 2012. 
A pesar del fracaso, Secret Mountain Fort Awesome consiguió ganar muchos premios, incluyendo el codiciado Premio de Cristal por «Mejor Producción de Televisión» en el Festival Internacional de Cine de Animación de Annecy, la primera producción estadounidense nominada para hacerlo. Esto ayudó a impulsar el perfil de Browngardt para que Uncle Grandpa consiguiera la aprobación para su desarrollo como serie.
El 27 de julio y 28 de julio de 2013, Cartoon Network transmitió un sneak peek de la serie como parte del Fin de Semana del Gran Fan, junto a Clarence y Steven Universe.
A partir del 21 de agosto de 2014, los nuevos episodios se estrenaban los jueves.

## Argumento
''Uncle Grandpa'', es el abuelo y tío mágico de todos los niños y niñas del mundo. Él viaja por el mundo ayudando a los niños y cambiando sus vidas para siempre. Su saludo y frase característica recurrente es ''"¡Buenos días!"''
Vive en una autocaravana o casa rodante y le acompaña una riñonera roja parlanchina llamada Belly Bag (Bolso Belly en Hispanoamérica y Riñonera en España), un dinosaurio antropomórfico llamado Sr. Gus/Mr. Gus, una tigresa llamada Giant Realistic Flying Tiger (Tigresa Voladora Gigante Realista en Hispanoamérica y Tigre Realista Volador Gigante en España), y un trozo de pizza parlanchín llamado Pizza Steve; con los que emprende aventuras y resuelve problemas.

## Personajes de la serie

### Principales
- Uncle Grandpa (Tío Grandpa en Latinoamérica y Tito Yayo en España, voz de Peter Browngardt): es el personaje principal, un hombre de la tercera edad pero de mente infantil, llegando su ingenuidad a ser tanta, que frecuentemente cae en los engaños de la demás gente. Es muy alegre, divertido, activo, cariñoso y poseedor de la toonforce, quiere a todos sus amigos y a todos los niños del mundo, ya que él es el tío abuelo de todos en el mundo. Siempre está lleno de energía y ama la comida chatarra, aunque también hace ejercicio. Sabe hacer todo tipo de trucos alucinantes, desde aparecer objetos raros hasta desprender las partes de su cuerpo, además le gusta desayunar mientras se ducha.

- Belly Bag (Bolso Belly en Latinoamérica y Riñonera en España, voz de Eric Bauza): es el bolso de Uncle Grandpa; es una riñonera mágica con mente propia y con un universo dentro de su boca, de donde saca los artefactos que Uncle Grandpa usa en sus aventuras. Es un poco más listo que Uncle Grandpa pero sin dejar su lado fiestero y divertido, además de ser muy bueno haciendo música con la boca.

- Realistic Flying Giant Tiger (Tigresa Voladora Gigante Realista en Latinoamérica y Tigre Realista Volador Gigante en España): es un recorte de una foto de tigre real. Es una adolescente típica que gusta de leer revistas de moda, cantantes juveniles, maquillaje y rutinas de belleza. Es inteligente y astuta, quiere mucho a Uncle Grandpa por ser su figura paterna y su forma de comunicación consta de rugidos y maullidos.

- Pizza Steve (voz de Adam DeVine): es una pizza parlante. Es egocéntrico, malcriado, mitómano, perezoso pero aun así, muy cool aunque es solo lo que cree él. Casi siempre se aprovecha de los demás miembros de la autocaravana, llegando a ser desesperante y molesto, especialmente para el señor Gus a quien siempre molesta (pero que en secreto admira y envidia). A pesar de todo, Pizza Steve es muy inseguro y tiene problemas de autoestima, aunque no quiera aceptarlo.

- Señor Gus, (voz de Kevin Michael Richardson): es un dinosaurio musculoso y antropomórfico. Es el guardaespaldas de Uncle Grandpa y el más serio y cuerdo del grupo, casi siempre saca de problemas a los demás miembros del grupo. Es muy inteligente, sofisticado, maduro, diplomático, pero a pesar de esto, nunca es escuchado y casi siempre es víctima de burlas y de bromas de Pizza Steve, pero consigue vengarse. Le gusta levantar pesas, hacer ejercicio, leer y tomar baños relajantes.

### Recurrentes
- Hombre Salchicha (voz de Eric Bauza) Longanizo en España: es un perrito caliente con ojos y boca. Es el mejor amigo de Lindosa. Él tiene miedo de hacer cosas nuevas porque cada vez que hace algo nuevo le pasan cosas horribles.

- Lindosa (voz de Audie Harrison): o Peluchin en España es un oso marrón con un moño verde con lunares blancos. Es el mejor amigo de Hombre Salchicha. El siempre está intentando hacer cosas nuevas y las ama. Le gusta desprender la sensación de que es inconsciente e ingenuo.

- Tiny Miracle (Milagritos en Hispanoamérica y en España, voz de Tom Kenny): es un robot de color gris que hace milagros diminutos cada vez que alguien los necesita y cuando lo hace, lo hace mientras se hace un movimiento de baile loco que, por lo general, hace lo peor de lo que eran, para empezar. Su eslogan es "¿Alguien dijo milagrito?".

- Charlie Burgers (voz de Brian Posehn). Es un Perro juguetón que le gusta morder su pelota y es amigo de Tio Grandpa.

- Xarna (Voz de Eric Bauza). (Parodia de Xena, La Princesa Guerrera) Es una mujer robusta,Que fue en busca de combustible para su Motocicleta.

#### Niños y adultos y de otras series
- Ham Sándwich (voz de Steven Blum).
- Little Judy Jones (voz de Grey DeLisle).
- Remo (voz de Tom Kenny).
- Amigo de Remo (voz de Steve Little y Tom Kenny).
- Padre de Remo (voz de Paul Rugg y Kevin Michael Richardson).
- Benny (voz de Zachary Gordon).
- Melvin (voz de Jarid Root).
- La Niñera de Melvin (voz de Grey DeLisle).
- Eric (voz de Eric Bauza).
- Mary (voz de Pamela Adlon).
- Dennis (voz de Tom Kenny).
- Sra. Dumpty (voz de Grey DeLisle).
- Guillermo (voz de Eric Bauza).
- Susie (voz de Tara Strong).
- Adam (voz de Dee Bradley Baker).
- Steven Universe (solo en Crossover, voz de Zach Callison).
- Lars (solo en Crossover, voz de Matthew Moy).

### Piloto
- Frankenstein (voz de Mark Hamill)

## Reparto
| Personaje                         | Actor original (EE.UU)    | Actor de doblaje (Latinoamérica) | Actor de doblaje (España) |
| --------------------------------- | ------------------------- | -------------------------------- | ------------------------- |
| Uncle Grandpa                     | Peter Browngardt          | José Gilberto Vilchis            | Juan Amador Pulido        |
| Bolso Belly                       | Eric Bauza                | Luis Leonardo Suárez             | Javier Balas              |
| Pizza Steve                       | Adam DeVine               | José Arenas                      | David Hernán              |
| Señor Gus                         | Kevin Michael Richardson  | Salvador Reyes                   | Gabriel Jiménez           |
| Tigresa Voladora Gigante Realista | Sonidos de tigres y gatos | Sonidos de tigres y gatos        | Sonidos de tigres y gatos |
| Personales secundarios            |                           |                                  |                           |
| Hombre salchicha                  | Eric Bauza                | Andrés García                    | Ramón Gonzales            |
| Lindosa                           | Audie Harrison            | José Antonio Toledano            | Adrián aviador            |
| Milagrito                         | Tom Kenny                 | Mauricio Pérez                   | Adrián Viador             |
| Xarna la Guerrera del Apocalipsis | Eric Bauza                | Rebeca Patiño Yolanda Vidal      | Gloria González           |
| Charlie Hamburguesas              | Brian Posehn              | César Garduza                    | Ricardo Garza             |
| Kev                               | Jon Heder                 | Héctor Emmanuel Gómez            | Alejandro Daniel Díaz     |
| Ule Gapa                          | Adam DeVine               | Mauricio Pérez                   | Carlos Vallegrande        |
| Priscilla Jones (Tía Grandma)     | Lena Headey               | Mireya Mendoza                   | Ana Romano                |
| Riley                             | Scott Menville            | Alan Fernando Velázquez          | Ignasi Díaz               |

## Crossovers
Steven Universe (En la serie Steven Universe)

## Episodios
| Temporada | Temporada | Episodios | Estados Unidos          | Estados Unidos          |
| Temporada | Temporada | Episodios | Estreno                 | Final                   |
| --------- | --------- | --------- | ----------------------- | ----------------------- |
|           | Piloto    | TBA       | 12 de diciembre de 2012 | N/A                     |
|           | 1         | 52        | 11 de febrero de 2013   | 7 de mayo de 2014       |
|           | 2         | 26        | 14 de mayo de 2014      | 20 de noviembre de 2014 |
|           | 3         | 26        | 4 de diciembre de 2014  | 28 de mayo de 2015      |
|           | 4         | 26        | 6 de agosto de 2015     | 15 de diciembre de 2016 |
|           | 5         | 23        | 16 de diciembre de 2016 | 30 de junio de 2017     |

## Premios y nominaciones
| Año  | Premio                 | Categoría                                  | Nominado(s) | Resultado |
| ---- | ---------------------- | ------------------------------------------ | --- | --------- |
| 2010 | Premios Primetime Emmy | Mejor programa animado corto sobresaliente | Peter Browngardt, Janet Dimon, Robert Álvarez, Rob Renzetti, Craig McCracken, Brian A. Miller, Jennifer Pelphrey, y Rob Sorcher (por el piloto de "Uncle Grandpa" de The Cartoonstitute) | Nominados |
| 2014 | Premios Primetime Emmy | Individual sobresaliente en animación      | Nick Edwards | Ganador   |